# Кичиер
Кичие́р — озеро в Марий Эл, Россия. Находится на территории национального парка «Марий Чодра», в низовьях Илети, к западу от дороги Йошкар-Ола — Казань.
По происхождению озеро карстовое. На берегах произрастают смешанные и хвойные леса.
На озере расположены санатории «Кичиер» и «Строитель» и Республиканская больница восстановительного лечения, где осуществляется реабилитация пациентов с различными заболеваниями.